# Total Club Manager 2005
Total Club Manager 2005 — игра из серии игр о клубном футболе. Игра, как и прошлые годы, разрабатывалась «EA Canada» и издавалась «Electronic Arts» под брендом «EA Sports». Официальный релиз состоялся 21 октября 2004 года в США.

## Обзор
Игра предоставляет возможность игроку попробовать себя в роли тренера и владельца футбольного клуба. Игрок может самостоятельно планировать тренировочные сессии, организовывать выезды, заниматься трансферами, давать интервью, управлять обслуживающим персоналом, руководить ходом матча. Также, как и в предыдущей версии, при наличии «FIFA Football 2005» и «Total Club Manager 2005», благодаря режиму "Football Fusion", можно играть за свою команду, вместо обычного наблюдения.

## Особенности игры
- Трехмерная графика, сделанная на немного улучшенном движке ещё одного футбольного симулятора «UEFA Euro 2004», также сделанного «Electronic Arts». Тщательная прорисовка деталей игроков, стадиона.
- Полное правдоподобие: полные и достоверные сведения о футболе и всех футбольных командах мира!
- 30 различных характеристик каждого игрока.
- Развернутый рейтинг игроков, варьирующийся от 0 до 20 баллов.
- Игрок получает комментарии и сведения по любым матчам, проходящим в лиге, а также имеет возможность наблюдать за их ходом.
- Личная футбольная команда. Возможность создать личную команду с уникальным дизайном клубной эмблемы, стадиона и пр.

## Рецензии
- Total Club Manager 2005 Архивная копия от 8 августа 2013 на Wayback Machine - рецензия и обзор на игру на AG.ru. 04.12.2004.
- Justin Calvert. Total Club Manager 2005 Impressions. gamespot.com. July 15, 2004.
- Total Club Manager 2005. EA shows its latest soccer management sim to the European press Архивная копия от 23 сентября 2016 на Wayback Machine. IGN. JULY 15, 2004.